# Neck Deep
Neck Deep es una banda de pop punk británica de Wrexham. Se formaron en 2012 cuando el vocalista Ben Barlow se reunió con el exguitarrista Lloyd Roberts. La pareja publicó una canción (What Did You Expect) en línea con el nombre Neck Deep. La canción pronto se ganó la atención en línea, lo que provocó la adición del guitarrista Matt West, el baterista Dani Washington, y el bajista Fil Thorpe-Evans. Lanzaron un par de EP, Rain in July (2012) y A History of Bad Decisions (2013), antes de firmar con Hopeless en agosto de 2013. Tras la publicación de Wishful Thinking en enero de 2014, la banda se convirtió en un proyecto a tiempo completo, con los miembros de la banda dejando sus puestos de trabajo o el abandono de los estudios universitarios. Poco después de la publicación de Life's Not out to Get You en agosto de 2015, Roberts dejó la banda debido a las acusaciones de mala conducta sexual, y Sam Bowden se unió en su lugar.

## Historia

### Formación y EP
El vocalista Ben Barlow se reunió con el guitarrista Lloyd Roberts cuando el hermano mayor de Barlow, Seb, fue a la grabación de la banda de hardcore Spires donde Roberts fue miembro. En ese momento, Ben Barlow escribió canciones pop punk para su diversión. El 19 de abril de 2012, el dúo había escrito la canción "What Did You Expect?" en línea con el nombre Neck Deep.  De acuerdo con Roberts, Barlow "literalmente dijo:" ¿Qué tal Neck Deep [como el nombre de la banda]? ' y eso fue todo." El nombre proviene de la canción de Crucial Dudes "Boom, roasted"." What Did You Expect?" pronto se ganó la atención en línea. Esto dio lugar a que el dúo añadiera al guitarrista Matt West, que también toco en Spira, y el baterista Dani Washington, que estaba al tanto de la escena musical local de Wrexham. El bajista Fil Thorpe-Evans se unió poco después de salir de la banda de post-hardcore Climates. "I Couldn't Wait to Leave 6 Months Ago", fue publicado en línea el 8 de junio. el 11 de junio, se anunció que la banda había firmado con sello estadounidense Hopeless Records. la banda grabó más canciones con Seb Barlow en el ático de la casa de Ben.
La banda lanzó un EP, Rain in July, en septiembre de 2012, ganado así aún más la atención de la gente. Según Barlow, "La gente nos descubría y exigía que diéramos shows." La banda tocó con the Punches y Me Vs Hero en el Reino Unido en diciembre. el 3 de diciembre fue el debut en vivo de la banda. en su segundo espectáculo la banda firmó con un gerente. la banda estuvo de gira en el Reino Unido junto con Hacktivista en febrero de 2013. también en febrero, la banda lanzó el A History of Bad Decisions EP como una descarga "paga lo que quieres". la banda y su mánager de la gira fueron de vacaciones a Florida. El grupo terminó tocando en dos espectáculos  "Ellos estaban locos y agotados", según Thorpe-Evans. Vídeos de los espectáculos que terminaron arriba en línea, los cuales fueron vistos por Hopeless. Hopeless se puso en contacto con el gerente quien le comunicó a la banda. la banda firmó con Hopeless en agosto de 2013.  ellos dijeron que firmar con el sello era "un sueño hecho realidad" para la banda.

### Wishful Thinking,Life's Not out to Get You, salida de Roberts, incorporación de Bowden (2014–2016)
La banda lanzó su álbum debut, Wishful Thinking, el 14 de enero de 2014. Hasta ese momento, la banda era un "divertirse, a tiempo parcial", según Barlow. Con el lanzamiento del álbum, la banda se convirtió en una cosa de tiempo completo, de acuerdo con Barlow:. "a la mierda, vamos a hacer esto correctamente" el éxito del álbum resultó en Thorpe-Evans, West y Roberts dejar sus puestos de trabajo, Washington rechazar un lugar en el Academia de Música Contemporánea y Barlow abandonar la universidad. Después de la publicación de Wishful Thinking, Neck Deep comenzó 2014 con un recorrido completo como cabeza de cartel por Reino Unido y también una gira por el Reino Unido como el principal apoyo para We Are the In Crowd, antes de ser cabeza de cartel en los EE. UU. con Knuckle Puck y Light Years. la banda fue anunciada para la edición del Vans Warped tour del 2014. dos EP de la banda fueron remezcladas y remasterizadas como parte de Rain in July / A History of Bad Decisions Compilations, publicado el Hopeless el 17 de junio. fue lanzado para sacar provecho de la popularidad de la banda en ese momento. Barlow dijo que esta compilación sería "la publicación definitiva de estas canciones". la banda espera que los nuevos fanes que disfrutaron de Wishful Thinking "podrán disfrutar de la oportunidad de comprobar estas canciones a la luz que hemos tenido la oportunidad de mejorar la forma del sonido!" la banda ganó el Kerrang! Premio a la Mejor Artista Revelación Británico 2014, superando a nominados como Blitz Kids, Bury Tomorrow, Lonely the Brave, y Decade.  La banda encabezó el Intercontinental Championships Tour, junto con Knuckle Puck (EE. UU.), Seaway (Canadá) y Trophy Eyes (Australia), la gira recorrió el Reino Unido. El recorrido fue configurado para iniciarse en enero de 2015 y hasta febrero. A finales de 2014,  junto a los productores Andrew Wade y Jeremy McKinnon grabaron su segundo álbum.
El 27 de abril de 2015, la banda hizo un post en su página de Facebook que consiste en nada más que " Can't Kick Up the Roots. 12.05.15". Este post resultó ser una canción y la fecha de lanzamiento del 12 de mayo. Unos días más tarde, el 4 de mayo la banda hizo otro mensaje de Facebook que indicó el nombre de su nuevo disco, Life's Not out to Get You, la fecha de lanzamiento fue el 14 de agosto. El 10 de mayo, "Can't Kick Up the Roots" fue estrenada en la estación de radio del Reino Unido BBC Radio 1 y se encontró con un montón de elogios por los aficionados, luego el 12 de mayo el vídeo musical de la canción y los pre-pedidos para el álbum estuvieron disponible . La banda tocó en todas las fechas de la edición 2015 del Vans Warped Tour. El 19 de julio, "Gold Steps" fue estrenada en vivo en el concierto de rock BBC Radio 1 de Daniel P. Carter.
El 22 de agosto, se hicieron acusaciones de mala conducta sexual contra el guitarrista Lloyd Roberts, en la que Roberts fue acusado de enviar fotos inapropiadas a una menor de edad. La banda respondió que eran conscientes de la situación y pidierón "un momento para llegar al fondo de esto."  Un día después, se aclaró que Roberts sería "retirado" de la banda, ya que no quería empañar la reputación de la banda como consecuencia de estas acusaciones. el 13 de octubre, Roberts dio a conocer un comunicado en el que explicó que la policía lo había liberado de los cargos de denuncia en línea, que indica que la policía "no encontró ningún caso". En la misma declaración, Roberts dio a entender que no hay planes para que regrese a la banda. El 18 de diciembre, Sam Bowden se unió oficialmente a la banda como la sustitución de Roberts. En 2016, la banda se embarcará en una co-cabeza de cartel en la gira mundial con State Champs. La gira llegará a diversos países, desde Europa, Australia, el sudeste de Asia y América del Norte. La gira contara con bandas como Creeper, WSTR, Light Years, Knuckle Puck y Like Pacific.

### The Peace and the Panic(2016–2018)
El 27 de junio de 2016, la banda comenzó a escribir nuevo material para el que sería su tercer álbum. El 15 de enero de 2017, el vocalista de la banda, Ben Barlow, declaró que una banda siempre debe mostrar progresión en su música y que ciertamente están conscientes de ello y eso es lo que quieren hacer en el tercer álbum de la banda.
En una entrevista, Barlow explica cómo la muerte de su padre influyó en su motivación para escribir el álbum más reciente de Neck Deep. Ben conecta la muerte de su padre y el álbum diciendo: "Definitivamente me abrió la mente de manera creativa, supongo que será una pequeña bola de inspiración que puedo elegir".
El 5 de abril de 2017, la banda terminó el álbum y programó su estreno para el 18 de agosto del mismo año. El 21 de mayo, Neck Deep lanzó dos nuevas canciones junto con videos musicales, dichas canciones fueron "Where Do We Go When We Go" y "Happy Judgement Day". De igual manera, se anunció que la banda trabajó con Neal Avron y Mike Green en su nuevo álbum.
El cantante principal de la banda, Ben Barlow, dijo en una nota para Alternative Press: "The Peace and the Panic es sobre cómo hemos crecido y experimentado la vida en los últimos años". También comentó sobre dos de las nuevas pistas del álbum, incluida la canción "Happy Judgment Day", de la cual Barlow comentó: "Está en el lado del pánico, y realmente, esa canción es un comentario sobre el clima social y político actual". También declaró que "Where Do We Go When We Go" es la última canción en el disco, y que resume bien el estado de ánimo de la banda. Muy directamente, el mensaje es: "A la mierda toda esta mierda, a la mierda todo el ruido, hagamos algo de nosotros mismos antes de que se acabe nuestro tiempo".
El 5 de julio de 2017 en Charlotte, Carolina del Norte, la banda llamó la atención en el Vans Warped Tour cuando, según los informes, los miembros fueron bloqueados por la policía debido a un tiroteo fatal fuera del bar en el que estaban. El bajista de la banda, Fil Thorpe-Evans, tuiteó: "FYI anoche, algunos de nosotros estábamos en un bar bajo llave de la policía porque hubo un tiroteo fatal literalmente afuera. Tuve que esconderme detrás de la barra". Ninguno de los miembros de la banda resultó herido cuando la escena se calmó con la llegada de la policía”.
Los miembros de la banda realizaron un set de DJ en Emo Nite Day organizado por Emo Nite en Los Ángeles en diciembre de 2017. El 4 de septiembre de 2018, el bajista Fil Thorpe-Evans anunció la salida de la banda. Fil dijo que Neck Deep ha sido un sueño hecho realidad, pero que quería seguir su carrera como productor. 

### Songs That Saved My Life (2018)
El 10 de septiembre del 2018, la banda publica un cover de la canción "Torn" de Natalia Imbruglia para el disco compilatorio "Songs That Saved My Life". A este lanzamiento le acompañaría un video musical que imitaba el video original de 1997. 

### She's A God, gira con blink-182 e incorporación de Joshua Halling (2019)
La banda lanzó un nuevo sencillo titulado 'She's a God' el 27 de junio de 2019. A este lanzamiento le acompañó un videoclip y un rediseño del logo y arte de la banda.
La banda también pasó el verano de ese año de gira como apoyo para blink-182 y Lil Wayne.
Ese mismo año, Neck Deep incluiría en sus filas al fotógrafo Joshua Halling, quien se desempeñaría como bajista de apoyo en la banda.

### All Distortions Are Intentional(2020-2022)
En febrero de 2020, la banda anunció que el hermano de Ben, Seb, se había convertido oficialmente en miembro de la banda después de haber estado detrás de escena desde el primer día. El mismo día, presentaron la aplicación oficial de Neck Deep, la cual presenta fotos, videos, fechas de giras y anuncios. Una imagen de encabezado con el mensaje de "Estás invitado a Sonderland" con las fechas 28/02/20 - 29/02/20 aparece destacada. El 28 de febrero, la banda lanzaría el primer adelanto de su nuevo disco; un sencillo titulado “Lowlife”, canción que fue acompañada de un videoclip. Así mismo, Neck Deep anunció la fecha de lanzamiento para su nuevo disco “All Distortions Are Intentional”, el cual será lanzado el 24 de julio de 2020.
El 13 de abril, la banda publicaría el segundo adelanto de su nuevo álbum, esta vez se trataría de un sencillo titulado “When You Know”, el cual también fue acompañado de un videoclip hecho con base en los videos que los fanes enviaron al correo de la banda.
El 10 de mayo de 2022, el baterista Dani Washington anunció a través de las páginas de redes sociales de la banda que se separaría de la banda después de 10 años para dedicarse a otras empresas, siendo reemplazado por su técnico de batería Matt Powles. El 26 de mayo de 2022, la banda lanzó un nuevo sencillo que no forma parte del álbum titulado "STFU", junto con un vídeo musical.

### Neck Deep(2023-presente)
La banda lanzó tres nuevos sencillos titulados "Heartbreak Of The Century", "Take Me With You" y "It Won't Be Like This Forever" el 15 de febrero, 9 de agosto y 27 de septiembre de 2023 respectivamente, junto con vídeos musicales. El 28 de septiembre de 2023, el líder Ben Barlow anunció su nuevo álbum titulado Neck Deep, que se lanzará el 19 de enero de 2024 a través de Hopeless Records. Está producido por el bajista y hermano de Ben, Seb Barlow. El cuarto sencillo, titulado "We Need More Bricks", se lanzó el 17 de noviembre de 2023.

## Estilo e influencias
Neck Deep se ha descrito como pop punk. Su sonido ha sido descrito como una combinación de New Found Glory, The Wonder Years, Green Day (en sus inicios) y Descendents. El vocalista Ben Barlow describió a A Day to Remember como una influencia masiva en la banda. Fall Out Boy y Sum 41 también se han citado como influencias.

## Miembros
| Miembros actuales - Ben Barlow - Voz (2012-presente) - Matt West - Guitarra rítmica (2012-presente) - Sam Bowden - Guitarra líder (2015-presente) - Seb Barlow - Bajo (2020-presente) - Matt Powles - Batería (2023-presente) Miembros anteriores - Lloyd Roberts - Guitarra líder (2012-2015) - Fil Thorpe-Evans - Bajo y coros (2012-2018) - Joshua Halling - Bajo (2019) - Dani Washington - Batería (2012-2022) | Miembros de gira - Hannah Greenwood - Voz de apoyo (2019) - Saxl Rose – Saxofón (2018-present) |

Línea del tiempo

## Discografía
Álbumes de estudio
- 2014: Wishful Thinking
- 2015: Life's Not out to Get You
- 2017: The Peace and the Panic
- 2020: All Distortions Are Intentional
- 2024: Neck Deep